# Wieslings
Wieslings ist ein Ortsteil des oberschwäbischen Marktes Bad Grönenbach.

## Geografie

### Topographie
Die Einöde liegt etwa drei Kilometer nordwestlich von Bad Grönenbach und zwei Kilometer südöstlich von Kronburg auf einer Höhe von 708 m ü. NN. Wieslings grenzt im Uhrzeigersinn, im Westen beginnend, an die Weiler Hörpolz, Hohmanns, Schachen und an Heißenschwende, ein Ortsteil der Gemeinde Kronburg.

### Geologie
Wieslings befindet sich auf Deckenschotter der Mindeleiszeit des Pleistozäns. Der Untergrund besteht aus Kies, Sand und zum Teil Konglomerat.

## Geschichte
Erstmals urkundlich erwähnt wurde Wieslings 1512.